# Боніфатій Фізикевич
Боніфа́тій Фізике́вич (хресне ім'я Васи́ль; серпень 1749, Галичина — 8 вересня 1804, Канів) — церковний діяч, василіянин, педагог, проповідник, місіонер, канівський архимандрит.

## Життєпис
Народився в серпні 1749 року в Галичині у сім'ї Томи Фізикевича та його дружини Анни. Вивчав поетику в Бучацькій василіянській гімназії. 27 липня 1765 року вступив до Василіянського Чину на новіціят у Почаївський монастир. 1 жовтня 1766 року склав вічні чернечі обіти. Вивчав риторику в Гощі (1766—1767) та Віцині (1767—1768). Філософію вивчав у Замості (1768—1770), а богослов'я в Римі в Папській Урбаніанській колегії Пропаганди Віри (1770—1773). 21 березня 1773 року отримав дияконські свячення в церкві Колегії з рук владики Джованні Крізостомо де Клюні, O.F.M. Conv., а 13 (або 15) квітня цього ж року владика де Клюні висвятив його на священника. Повертаючись із Риму зі студій привіз до Почаєва дві папські корони на коронацію Почаївської ікони Божої Матері.
Отримав призначення до Луцького монастиря для виконання обов'язків проповідника. Звідти через рік переїхав до Шаргородського монастиря, де був місіонером та проповідником (1774—1775). Відтак через рік повернувся до Луцького монастиря, де став помічником учителя у викладанні філософії та проповідником по святах. Після одного року педагогічної праці переїхав до Канівської архимандрії, де впродовж 1775—1781 років був місіонером і сповідником. 1781 року отримав привілей від польського короля Станіслава-Августа Понятовського на Канівську архимандрію.
У 1781 році відкрив у Каневі парафіяльну школу — перший відомий навчальний заклад у місті. Спочатку школа знаходилась біля стін напівзруйнованого в 1678 року татарами Успенського собору, у невеличкому дерев'яному будинку з трьома баштами, у якому проживали та проводили Службу Божу ченці. Але згодом у 1784 році за кошти Станіслава Понятовського (племінника польського короля Станіслава-Августа Понятовського), якому в той час належало місто, було закінчено будівництво двоповерхового кам'яного будинку. У 1786 році василіянська школа отримала статус повітового училища. 25 березня 1787 року о. Боніфатій Фізикевич разом із вчителями та учнями школи вітав у Каневі короля Станіслава-Августа, котрий 2 травня особисто був присутній на публічних екзаменах. 25 січня 1800 року викупив у Станіслава Понятовського його прибуток від Канева разом з будовами і місцем, на якому був Королівський палац, а через два роки заповів усе своє майно василіянському училищу.
Помер 8 вересня (старого стилю) 1804 року в Каневі.

## Нагороди
- Золота медаль Merentibus — Заслуженим (2 травня 1787)[6][10].